# فرودگاه کات نیاک دین
فرودگاه کات نیاک دین (به انگلیسی: Cut Nyak Dhien Airport) (به زبان بومی: Bandara Cut Nyak Dhien) یک فرودگاه همگانی با کد یاتا MEQ است که یک باند فرود آسفالت دارد و طول باند آن ۲٫۴ متر است. این فرودگاه در کشور اندونزی قرار دارد و در ارتفاع ۳ متری از سطح دریا واقع شده‌است.